# Абдыкадыров, Эмилбек Мырзакулович
 Бывший Полномочный представитель президента Кыргызской Республики в Иссык кульской области (Губернатор)
Эмилбек Мырзакулович Абдыкадыров (род. 2 июня 1958, с. Кара-Ой, Таласский район, Таласская область, Киргизская ССР) — киргизский государственный деятель, с 24 февраля 2022 года по 31 октября 2023 года занимал пост мэра города Бишкек. Заслуженный строитель Кыргызской Республики (2018).

## Биография
Получил высшее образование в Фрунзенский политехнический институт по специальности «Теплогазоснабжение и вентиляция»
С 1977 года — плотник СУ «Фрунзеэнергострой»;
С 1982 по 1990 годы — инженер по техническому надзору, управляющий производственно-жилищно-эксплуатационного треста Свердловского района. Позже занимал позиции начальника производственно-жилищного управления Фрунзенского горисполкома, директора департамента ЖКХ, предприятия «Бишкекжилремонт»;
С 1990 по 2004 годы трижды избирался депутатом Бишкекского городского кенеша;
С 2002 по 2005 годы — заместитель главы местного самоуправления (вице-мэр);
С 2008 по 2010 годы — замдиректора Государственного агентства по архитектуре и строительству при Правительстве Кыргызской Республики;
С 24 февраля 2022 года по 31 октября 2023 года занимал пост мэра города Бишкек.